# Gerard Batten
Gerard Batten (ur. 27 marca 1954 w Londynie) – brytyjski polityk, poseł do Parlamentu Europejskiego VI, VII i VIII kadencji, od 2018 do 2019 lider Partii Niepodległości Zjednoczonego Królestwa.

## Życiorys
W latach 1972–1976 pracował jako introligator. Od 1976 do 2004 był dyrektorem British Telecom. W 1993 został członkiem założycielem Partii Niepodległości Zjednoczonego Królestwa. Wszedł w skład krajowego komitetu wykonawczego partii, którym był do 1997. W latach 1994–1997 pełnił także funkcję sekretarza ugrupowania. W 2002 ponownie zasiadł w Krajowym Komitecie Wykonawczym UKIP. W 2004 uzyskał mandat posła do Parlamentu Europejskiego. Zasiadał w grupie Niepodległość i Demokracja. W kwietniu 2006 wzbudził kontrowersje, oskarżając premiera Włoch Romano Prodiego (na podstawie zeznań Aleksandra Litwinienki), że jest „człowiekiem KGB we Włoszech”. W 2009 uzyskał reelekcję, wchodząc do nowo powołanej grupie Europa Wolności i Demokracji. W 2014 został wybrany do Parlamentu Europejskiego na trzecią z rzędu kadencję.
W lutym 2018 został tymczasowym liderem, a w kwietniu tegoż roku wybrano go na nowego lidera Partii Niepodległości Zjednoczonego Królestwa. Ustąpił w czerwcu 2019 po porażce partii w wyborach europejskich, w których UKIP nie uzyskała żadnych mandatów.